# Castel Vittorio
Castel Vittorio es una localidad y comune italiana de la provincia de Imperia, región de Liguria, con 355 habitantes.

## Evolución demográfica
| Gráfica de evolución demográfica de Castel Vittorio entre 1861 y 2001 |
|                                                                       |
| Fuente ISTAT - elaboración gráfica de Wikipedia                       |